# Східне Середземномор'я
Східне Середземномор'я — вільне визначення східної приблизно половини або третини Середземного моря (його найнижчий спільний знаменник — Левантинське море). Як правило, це визначення охоплює всі прибережні зони цього моря, маючи на увазі спільноти, пов'язані з морем і сушею, що зазнали значного кліматичного впливу, у Південно-Східній Європі, північному Єгипті та далекій Західній Азії. Включає південну половину головного регіону Туреччини Анатолію, меншу провінцію Хатай, острів Кіпр, грецькі острови Додеканес, регіон Сирії (в Леванті), Ліван, Газу та Ізраїль.
Найширше використання може охопити Лівійське море, таким чином Лівію; Егейське море, таким чином, Європейська Туреччина (Східна Фракія), материк та острови Греції; і центральна частина Середземного моря, Іонічне море, таким чином, південна Албанія в Південно-Східній Європі сягає, на захід, до найдальших південно-східних узбережжя Італії. Йорданія є частиною регіону як кліматично, так і економічно.

## Регіони

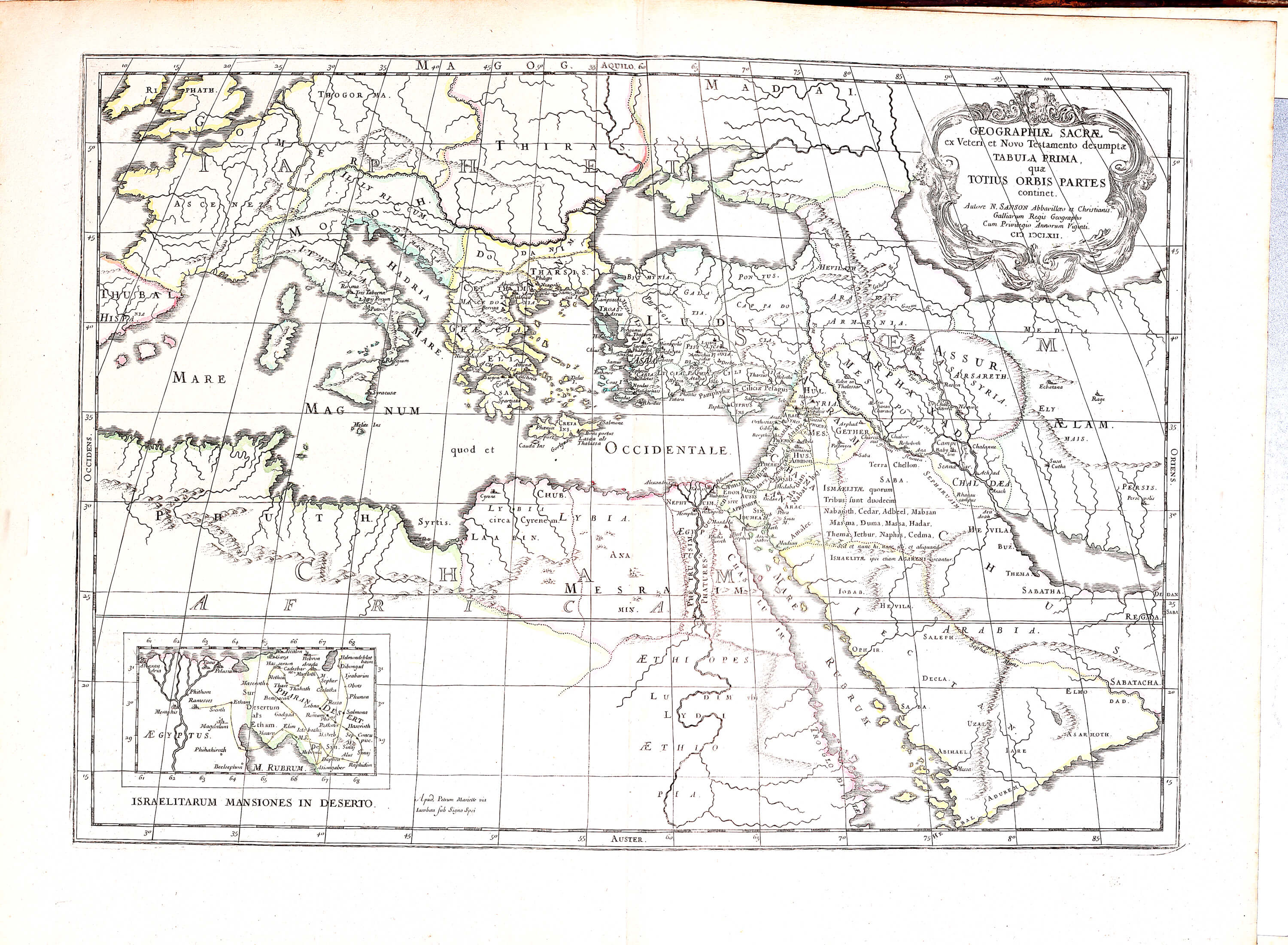
Ніколас Сансон. Карта Східного Середземномор'я, 1651 рік

Цей регіон Східного Середземномор'я зазвичай трактується двояко:
- Більш широке визначення Леванту, яке включає історично пов'язані сусідні країни, Албанію та материкову Грецію.
- Регіон Сирії з островом Кіпр (також відомий як Левант), Єгиптом, грецьким Додеканезом та Анатолійською Туреччиною.

## Країни
До країн та територій Східного Середземномор'я належать Кіпр, Греція, Палестина, Ліван, Сирія, Йорданія, Туреччина, Єгипет та Ізраїль.
Північно-східне Середземномор'я було надруковано як термін для Великих Балкан: Албанія, Боснія і Герцеговина, Болгарія, Хорватія, Греція Словенія, Північна Македонія, Сербія, Косово, Чорногорія, Румунія . Дослідження, розроблене п'ятьма авторами статистики 2019 року, намагалося додати Молдову та Україну за межі України, які інші більше пов'язують з економікою та історією Чорного моря. Термін із трьох слів — це в основному складний евфемізм для Балканського півострова, що використовується тими, хто стигматизує це слово через цей термін, як позначення розпаду провінцій імперії, балканізації та вужчих громадянських війн майже через 100 років. Він також використовується як нагадування або аргумент про те, що соціальні проблеми мають паралелі та зв'язки, наприклад, при постачанні зброї, до інших конфліктів у Східному Середземномор'ї.
Регіональне бюро ВООЗ для Східного Середземномор'я включає Східне Середземномор'я, а також інші сусідні Афро-Євразії регіони з більшістю мусульман: Близький Схід, Північна Африка, Африканський Ріг та Центральна Азія.